# Courlis hudsonien
Numenius hudsonicus
Espèce
Répartition géographique
Le Courlis hudsonien (Numenius hudsonicus) est une espèce de limicole de la famille des Scolopacidae,,.

## Systématique et distribution
D'après la classification de référence (version 14.1, 2024) de l'Union internationale des ornithologues, le Courlis hudsonien possède 2 sous-espèces (ordre philogénique) :
- Numenius hudsonicus rufiventris Vigors, 1829 : Alaska et Nord-Ouest du Canada ;
- Numenius hudsonicus hudsonicus Latham, 1790 : de la Baie d'Hudson au Nord-Est du Canada[2].